# Hospital General de Agudos Donación Francisco Santojanni
El Hospital General de Agudos Donación Francisco Santojanni es un hospital público de la ciudad de Buenos Aires, Argentina.

## Historia
En 1929 Francisco Santojanni legó al municipio el terreno para la construcción de un hospital para personas enfermas de tuberculosis. Estableció como condición que la municipalidad construyera el hospital dentro de los cinco años posteriores a su muerte, o su legado quedaría para la Sociedad de Beneficencia Italiana.
En mayo de 1940, se entregó formalmente el Hospital Donación Francisco Santojanni al Municipio de la Ciudad de Buenos Aires. El hospital tenía como especialidad la tisiología y en 1977 se cerró para su remodelación. Tras la realización de distintas obras en el lugar, la reinauguración del establecimiento se registró en 1981 como Hospital General de Agudos, fusionando toda la estructura y personal del antiguo Hospital Salaberry, posteriormente demolido.